# Derbi GPR 50 Nude
GPR Nude to motorower przedsiębiorstwa Derbi, wprowadzony na rynek w roku 2004. Jednoznacznie przeznaczenia motocykla nie można zdefiniować. Powstał na bazie motoroweru Derbi GPR 50. Motorower ten jest bardzo podatny na tuning mechaniczny. Cechuje się bardzo wysokimi osiągami, zamontowano w nim jeden z najlepszych silników pojemności 50 cm³, który generuje moc do 10 KM.

## Dane techniczne
- Długość mm:  1945  szerokość mm: 760
- Wysokość mm: 1085
- Rozstaw osi mm: 1310
- Wysokość siodła nad ziemią mm: 770
- Masa kg gotowy do jazdy: 116
- Maksymalna masa całkowita kg: 290
- Pojemność zbiornika paliwa w litrach: 13
- Skrzynia biegów: 6-stopniowa
- Prędkość maksymalna 45 km/h z blokadami, po odblokowaniu 86-90 km/h